# Małgorzata Skorupa
Małgorzata Skorupa est une joueuse de volley-ball polonaise née le 16 septembre 1984 à Radom. Elle mesure 1,83 m et joue au poste de centrale. Sa sœur jumelle Katarzyna Skorupa est également une joueuse de volley-ball.

## Clubs
| Club                           | De        | À         |
| ------------------------------ | --------- | --------- |
| Proch Pionki                   | 1997-1998 | 1998-1999 |
| KS Radomka Radom               | 1999-2000 | 1999-2000 |
| AZS Politechnika Radom         | 2000-2001 | 2000-2001 |
| Skra Varsovie                  | 2001-2002 | 2002-2003 |
| SPS Politechnika Częstochowska | 2003-2004 | 2003-2004 |
| Skra Bełchatów                 | 2004-2005 | 2005-2006 |
| KPSK Stal Mielec               | 2006-2007 | 2008-2009 |
| TPS Rumia                      | 2009-2010 | 2009-2010 |
| LTS Legionovia Legionowo       | 2010-2011 | 2012-2013 |
| KS Pałac Bydgoszcz             | 2013-2014 | 2014-2015 |
| PTPS Piła                      | 2015-2016 | 2015-2016 |
| Atom Trefl Sopot               | 2016-2017 | 2016-2017 |
| ŁKS Łódź                       | 2017-2018 | 2017-2018 |
| LTS Legionovia Legionowo       | 2018-2019 | …         |

## Palmarès
- Championnat de Pologne
  - Finaliste : 2018.
- Coupe de Pologne
  - Finaliste : 2018.